# トーマス・アンド・フレンズ・イン・フォーディー・バブリング・ボイラーズ
『トーマス・アンド・フレンズ・イン・フォーディー・バブリング・ボイラーズ』（Thomas and Friends in 4D:Bubbling Boilers）は、テレビシリーズ『きかんしゃトーマス』の4D形態での公開を目的として製作されたアトラクション用短編作品である。

## 概要
『きかんしゃトーマス』シリーズでは初となる4Dでの公開を目的として制作された作品であり、上映時間は約10分。映像はテレビ版第17シリーズ以降の製作を手掛けたカナダのアーク・プロダクション（Arc Productions）社が製作し、シネマスコープサイズでの制作となっている。4Dシステムは同じくカナダのSimEx-Iwerks社が手掛けた。2016年4月9日に米マサチューセッツ州のボストン科学博物館にて初上映され、1年後の2017年4月9日からはオハイオ州のコロンバス動物園・水族館でも上映された。日本では2018年現在未公開となっている。

## あらすじ
ブレンダムの港にてバブルスさんのサプライズパーティー用のシャボン玉液を積み下ろしていたクランキーが、不注意により液体をトーマスに落下させてしまう。やがて洗車せずに貨車を牽いて走り出したトーマスの煙突からシャボン玉が溢れ出した。シャボン玉液によって滑るトーマスはスピードを落とせなくなり、ウルフステッド鉱山の中を走り回る。

## 地名
- 風車（The Windmill）
- ヴィカーズタウン橋（Vicarstown Bridge）
- ウルフステッド線(Ulfstead Branch Line)
- ウルフステッド鉱山(Ulfstead Mine)
- 洗車場(The Washdown)[3]

## 登場キャラクター

### 蒸気機関車
トーマス
英国吹き替え - ジョン・ハスラー
米国吹き替え - ジョセフ・メイ
日本吹き替え - 比嘉久美子
本作の主人公の青い小型タンク機関車。シャボン玉液をかぶったため、車輪が滑り停まれなくなる。
ジェームス
英国吹き替え - キース・ウィッカム
米国吹き替え - ロブ・ラックストロー
日本吹き替え - 江原正士
赤い中型テンダー機関車。
エミリー
英国・米国吹き替え - ジュール・デ・ヨング
日本吹き替え - 山崎依里奈
エメラルドグリーンの中型テンダー機関車。
ポーター
英国吹き替え - スティーブ・キンマン
米国吹き替え - デヴィッド・メンキン
日本吹き替え - 金丸淳一
灰緑の小型タンク機関車。
ソルティーやクランキーと共にブレンダムの港で働いている。

### ディーゼル機関車
ソルティー
英国・米国吹き替え - キース・ウィッカム
日本吹き替え - 石野竜三
赤い小型ディーゼル機関車。

### クレーン
クランキー
英国吹き替え - マット・ウィルキンソン
米国吹き替え - グレン・ウレッジ
日本吹き替え - 黒田崇矢
灰緑の大型クレーン。
ブレンダムの港でソルティーやポーターと共に働いている。

### 人物
トップハム・ハット卿
英国・米国吹き替え - キース・ウィッカム
日本吹き替え - 田中完
ソドー鉄道の局長。
バブルスさん
英国・米国吹き替え - キース・ウィッカム
日本吹き替え - 金光宣明
ピエロの格好をした男性。
第16シーズン以来久々の登場。また、髪型が変わって禿げている事が判明し、帽子を外した姿も見られた。
ソドーレスキューセンターの作業員
ソドーレスキューセンターの作業員。

### 動物
スチュアート
クランキーの友達のカモメ。

### 台詞なし・カメオ出演のキャラクター
以下のキャラクターは台詞なし・カメオ出演。

#### 蒸気機関車
エドワード
青い中型テンダー機関車。
ゴードン
青い大型テンダー機関車。
パーシー
黄緑の小型タンク機関車。
スティーブン
黄色い小型テンダー機関車。

#### ディーゼル機関車
ディーゼル
黒い小型ディーゼル機関車。

#### 客車・貨車
アニーとクララベル
トーマスが牽引するオレンジの客車。
ロッキー
赤い大型クレーン車。

### 飛行機
ハロルド
白いヘリコプター。

#### 人物
ソドーブラスバンド
行事の度にやってくる楽団。
先生
ブレンダムの港の責任者